# Smack (musikgrupp)
Smack var ett finländskt hårdrocksband som bildades i Helsingfors 1982 och var aktivt fram till 1990. Gruppens konstnärliga ledare var gitarristen Manchuria och sångaren Claude. Smack släppte fyra studioalbum och turnerade ett år i USA, men utan ett amerikanskt skivkontrakt torkade samarbetet ihop år 1990. Sex år senare avled Claude. Smack tog sina musikaliska influenser från garageband som Iggy & The Stooges, New York Dolls och Ramones samt den klassiska rocken från The Rolling Stones och The Doors svängiga groove. Smack blev aldrig lika hyllade som sina föregångare i Hanoi Rocks, men blev något av ett kultband på den amerikanska västkusten. Både Izzy Stradlin och Slash har i något skede uppgett Smack som sitt favoritband. Nirvana spelade i början av sin karriär covers på Smacks låt "Run Rabbit Run".

## Historia

### Starten: En 16-åring med whisky-rasp
Smack bildades i Helsingfors under sommaren 1982. Hanoi Rocks hade lämnat landet så fort det gick, och scenen var öppen för ett nytt band att fylla klubbarna med folk. Gitarristen Kartsa (Kari Marjanen) bjöd in en annan gitarrist, Manchuria (Mika Mantere), som han kände från punkscenen i slutet av 70-talet, att jamma med sitt nya band. Den 20-åriga, rutinerade Manchuria var skeptisk, eftersom de två övriga bandmedlemmarna, sångaren Claude (Ilari Peltola) och basisten Cheri bara var 16 år gamla. Men när den unga, späda sångaren började sjunga Vietnamese Baby av New York Dolls med sin whisky-raspiga röst beslöt sig Manchuria genast för att sluta sig till gruppen som i det skedet kallade sig för Lucky Monkies. 
Efter ett uppträdande på den legendariska klubben Lepakko, fick de ett skivkontrakt och en manager i Lido Salonen. 1984, nu som Smack, öppnade de för Hanoi Rocks på bandets Finlands-turné och spelade efter det in debutskivan Smack On You, med producenten T.T. Oksala. Kinde (Kimmo Leskinen) hade nu ersatt Juki Marjala på trummor, och uppsättningen Claude - Manchuria - Cheri - Kartsa - Kinde var klar att erövra världen.
Skivan gavs ut till entusiastiska lovord och klassiker som Criminal och Run Rabbit Run började spelas på de kommersiella radiokanalerna. Publik och kritiker var imponerade av den råa energin i musiken, och Claudes kännspaka, torterade röst. Många anser fortfarande att det här är bandets bästa skiva.

### Storhetstiden: Helsingfors-London
Den andra skivan, Rattlesnake Bite, följde i samma råa, raka spår som debutskivan, men hade om möjligt ett ännu fetare och bluesigare sound än sin föregångare. I Finland blev den en ännu större försäljningssuccé än den tidigare skivan, som i sin tur alltid förblivit Smacks mest populära platta i USA. Skivan innehöll hits som Pass That Bottle och öppningsspåret Stepping Stone. Rane (Harri Jäntti) hade nu ersatt Kartsa på andra gitarr. 
De två första skivorna anses allmänt vara de klassiska Smack-skivorna, och de enda som gavs ut på andra sidan Atlanten. 
Efter Rattlesnake Bite hoppade Cheri av och ersattes av Jimi Sero på bas. De gav ut live-skivan Live Desire år 1986 - en upptagning med snarast antik teknik från en medioker spelning. 
Året därpå släpptes den tredje studioskivan, Salvation. Det var den första för ett stort skivbolag, CBS, och spelade in i London. Producenten Oksala var ovan med studiotekniken och rent tekniskt har skivan inte samma klass som de två tidigare. Den led av ett tunnare sound, men det hindrade den inte från att gå upp på näst högsta plats på den finska skivförsäljningslistan och bli bandets största kommersiella succé. Samma år gjorde Smack en kort turné i USA. 
1988 letade Smack efter nya idéer och anställde sångaren och låtskrivaren Pave Maijanen för att producera den fjärde skiva, Radical. Det var också första gången som Rane deltog som låtskrivare på alla spår. Skivan blev trots det något av en besvikelse, och efter några konserter var det klart att den gamla energin var borta. Medlemmarna drogs också med personliga problem och spänningarna inom gruppen blev påtagliga, så i slutet av år 1988 splittrades gruppen.

### Pånyttfödd i USA, död i Finland
Men det var inte slutet. På våren 1989 fick bandet en inbjudan till Los Angeles och samlade igen krafterna. Claude, Manchuria och Rane anställde trummisen Repa Rantsila och åkte över. De hade ingen stadig basist, utan olika musiker baserade i staden spelade med gruppen, främst av allt Sam Yaffa (Hanoi Rocks, Joan Jett, New York Dolls, m.fl.), som för stunden spelade i kultbandet Jetboy. Han gick då under den surrealistiska pseudonymen Ulan Bator. 
Smack spelade Kaliforniens klubbscen i ett år, men blev allt mer frustrerade av att aldrig få ett skivkontrakt. Det ledde till ett massivt alkoholintag och vilt festande. Trots det spelade bandet tillsammans med Yaffa in två demolåtar, som skulle ges ut på en EP, som ändå aldrig släpptes. Låtarna gavs slutligen ut som bonusspår på en cd-nyutgivning av Salvation och Radical. 
Festandet och det ändlösa spelandet utan kontrakt blev till slut för mycket för Claude, som i juli 1990 packade ihop och reste hem till Finland, där han grundade bandet The Fishfaces. Han dog år 1996 av ett medfött hjärtfel. 
Manchuria och Rane blev kvar i Kalifornien, och speciellt Rane är fortfarande aktiv inom musikscenen där. 
Än i dag fortsätter Smack att inspirera. 1997 gavs de två första skivorna ut på cd med tillhörande historik och ett stort antal bonuslåtar. 1998 hjälpte en skara finländska och utländska artiter (bland andra Eduardo Martinez från Flaming Sideburns och bröderna Binzer från D.A.D.) till med att fullfölja det andra Fishfaces-album som Claude aldrig hann slutföra. År 2007, 25 år efter Smacks födelse, släpptes en samlingsskiva med tillhörande jubileumskonsert på Helsingfors rockklubb nummer ett, Tavastia. 

## Medlemmar
1982-1984
- Claude - sång
- Manchuria - gitarr
- Kartsa - gitarr
- Cheri  - bas
- Juki Marjala - trummor

1984-1986
- Claude - sång
- Manchuria - gitarr
- Rane Raitsikka - gitarr
- Cheri - bas
- Kinde - trummor

1986-1989
- Claude - sång
- Manchuria - gitarr
- Rane - gitarr
- Jimi Sero - bas
- Kinde - trummor

1989-1990
- Claude - sång
- Manchuria - gitarr
- Rane - gitarr
- Repa Rantsila - trummor

## Diskografi

### Studioalbum
- Smack On You (1984)
- Rattlesnake Bite (1985)
- Salvation (1987)
- Radical (1988)

### Livealbum
- Live Desire (1986)

### Samlingar
- The Collection – State of Independence (1988)
- Two Originals – Salvation & Radical (1992)
- In Your Face 1982-1990 (2007)